# 佐々木優太
佐々木 優太（ささき ゆうた、1984年7月7日 - ）は、兵庫県加古川市出身の日本のタレント。ラジオパーソナリティー、シンガーソングライター、神社ソムリエ、神社巡拝家として活動している。

## 来歴・人物
日本全国にある1万社以上の神社を巡って参拝してきた経験を生かし、神社に関する知識や経験などを伝える書籍の著述、講演会等を行なっている。参拝拝受した朱印は4000以上。
日常的にふんどしを着用しており、それによって2016年2月に日本ふんどし協会から「ベストフンドシストアワード2015」を受賞している。
横浜のラジオ局FMサルース84.1MHzにて、毎週土曜日18時から60分間、自身の冠番組として「佐々木優太のミュージックデニッシュ」を2012年10月から放送している。
ミュージシャンとして、毎月ライブ活動「佐々木優太トーク＆ライブ」を行っている。
2024年9月、あまのいわと学校　学級長に就任。
自身が発案者でもある「御刻印」をロードマニアジャパンが企画運営。全国の協賛神社仏閣各所で革製の御守りベルトに　各所神社仏閣の刻印が打てるという企画。2023年には創刊100周年の「月刊オートバイ」が記念コラボイベントして「オ刻印ミーティング」を協賛神社各所にて開催し主ゲストとして参加　2024年には「御刻印ラリーミーティング」として各所神社仏閣にてミーティングイベントに主ゲストとして参加し、「御刻印」を広める活動に携わっている。
オートバイ愛好家であり自身のオートバイを所有している。

## 著書
- 『全国1万社を巡った僕が見つけた 開運! あやかり神社』双葉社、2019年、ISBN 978-4-575-31450-2

## 寄稿
- 「揺れながら行こう」『WAGO -和合-』株式会社偶庵（2014年4月発行11号より2019年4月発行30号まで）
- 「神社拝走記」『オートバイ 別冊付録RIDE』 モーターマガジン社（2017年 -  ）
- 神社広報「まほろば」（2019年-）
- 「開運ツーリング」『月刊オートバイ』モーターマガジン社（2020年~）
- 『#月刊ミュージシャン 2024年 11月号』、表紙と巻頭インタビュー　ミュージックトレード社

## CD
- 「ベガとアルタイル」（2012年1月）[2]
- 「弾語魂」(ひきがたりだましい)（2013年4月）[2]
- 「 環 情 」（かんじょう）JAN:4562478540014 （2014年8月 発売元 やまねこ企画 販売元 ウルトラヴァイブ）
- 「旭に福風」両A面シングル（2018年2月 発売元 やまねこ企画）

## 出演

### ラジオ
- 「佐々木優太のミュージックデニッシュ」（FMサルース、2012年10月 - 2025年3月）
- 「ひるどき情報ちば 火曜日」（NHK千葉放送局、2018年4月 - 2019年3月）
- 「社と旅と音楽と」（FM FUJI、2018年7月 - ）
- 「TOKYO MEETS」（BAN-BANラジオ）
- 「佐々木優太の開運巡り」（山梨放送、2019年 - ）
- 「マイあさ！」【佐々木優太のあやかり神社さんぽ】（NHKラジオ第1）
- 「みきことみかこのしあわせチャージRadio」（山梨放送、2021年−）
- 「Lunch＆motorcycle”BUZZY BUDDY"」（FM Haro!、2021年 - ）
- 「崎山つばさ神社の時間」ナレーション・作問（AuDee、2022年4月2日 - 6月25日）

### テレビ
- 「中川翔子のマニア★まにある」（BS日テレ」
- 「勝浦大漁まつり」レポート（チバテレ）
- 「よじごじDays」（テレビ東京）
- 「本当にあった！ご利益あやかり神社」（BS朝日）
- 「皇室の窓」（BSテレ東）
- 「ちちんぷいぷい」『ヤマヒロの人生初○○』コーナー （MBSテレビ、2020年2月3日 ‐ ）
- 「いまドキッ!埼玉」MC（テレビ埼玉、2020年4月11日 - 2023年3月25日）
- 「情報番組 マチコミ」（テレビ埼玉、2020年7月29日）[6]
- 「ラヴィット」（TBSテレビ、2021年10月1日）
- 「マツコの知らない世界」【開運神社の世界】（TBSテレビ、2022年1月18日）
- 「あやかり神社巡りの道」ナビゲーター（イッツコムチャンネル、2022年7月5日 - ）
- 「マツコの知らない世界」【大新年会SP 延長戦】（TBSテレビ、2024年1月16日）
- 「ぽかぽか」（フジテレビ、2024年10月18日）

### 映画
- 風のたより（風のたより制作委員会、2015年12月）